# Dayton (hrabstwo Waupaca)
Dayton – miasto w Stanach Zjednoczonych, w stanie Wisconsin, w hrabstwie Waupaca.